# POV (singolo)
POV è un singolo della cantautrice statunitense Ariana Grande, pubblicato il 19 aprile 2021 come terzo estratto dal sesto album in studio Positions.

## Descrizione
Il brano è stato scritto dall'interprete stessa assieme a Tayla Parx, ed è stato prodotto da Oliver "Junior" Frid, Steven Franks e Tommy Brown. Musicalmente l'Independent ha descritto POV come una ballata R&B.

## Tracce
Testi e musiche di Ariana Grande e Tayla Parx.
1. POV – 3:21

## Classifiche

### Classifiche settimanali
| Classifica (2020) | Posizione massima |
| ----------------- | ----------------- |
| Australia         | 29                |
| Canada            | 31                |
| Francia           | 136               |
| Grecia            | 35                |
| Irlanda           | 16                |
| Lituania          | 49                |
| Nuova Zelanda     | 19                |
| Paesi Bassi       | 65                |
| Portogallo        | 51                |
| Regno Unito       | 19                |
| Singapore         | 21                |
| Stati Uniti       | 27                |
| Svezia            | 83                |
| Svizzera          | 81                |

### Classifiche di fine anno
| Classifica (2021) | Posizione |
| ----------------- | --------- |
| Stati Uniti       | 87        |